# Finale della Coppa CERS 1987-1988
La finale dell'8ª edizione della Coppa CERS fu disputata in gara d'andata e ritorno tra gli italiani dell'Amatori Vercelli e i portoghesi del Paço de Arcos. Con il punteggio complessivo di 7 a 5 fu l'Amatori Vercelli ad aggiudicarsi per la seconda volta nella storia il trofeo.

## Le squadre
| Squadre          | Partecipazioni precedenti (il grassetto indica la vittoria) |
| ---------------- | ----------------------------------------------------------- |
| Amatori Vercelli | 1983                                                        |
| Paço de Arcos    | Nessuna                                                     |

## Il cammino verso la finale
L'Amatori Vercelli si qualificò alla finale con i seguenti risultati:
- Ottavi di finale: eliminato il Benfica (sconfitta per 6-1 all'andata e per 11-2 al ritorno);
- Quarti di finale: eliminato il Cibeles (vittoria per 10-2 all'andata e sconfitta per 4-1 al ritorno);
- Semifinale: eliminato il Voltregà (sconfitta per 6-5 all'andata e vittoria per 8-2 al ritorno).

Il Paço de Arcos si qualificò alla finale con i seguenti risultati:
- Ottavi di finale: eliminato il Montreux (vittoria per 3-2 all'andata e per 5-1 al ritorno);
- Quarti di finale: eliminato il CGC Viareggio (pareggio per 4-4 all'andata e per 2-2 al ritorno);
- Semifinale: eliminato il Darmstadt (vittoria per 11-2 all'andata e pareggio per 5-5 al ritorno).

## Tabellini

### Andata
| Paço de Arcos 11 giugno 1988 | Paço de Arcos | 4 – 3 | Amatori Vercelli |  |

### Ritorno
| Vercelli 25 giugno 1988 | Amatori Vercelli | 4 – 1 | Paço de Arcos | PalaIsola |